# Rudolf Ising
Rudolf Carl Ising (Kansas City, 7 de agosto de 1903 - Newport Beach, 18 de julho de 1992) foi um animador americano conhecido por criar a Warner Bros. Cartoons e MGM Cartoons e sua colaboração com Hugh Harman durante a era de ouro da animação americana.
Ising iniciou sua carreira em Kansas City, ao responder um anúncio de um jornal que estava contratando um cartunista, na década de 1920. Mudou-se para a Califórnia para trabalhar na produção de “Alice in Cartoonland” e na série “Oswald Rabbit”, também trabalhou para Walt Disney e na Laugh-O-Gram Studio. No final da década Ising e Disney se separaram e Ising realizou seu primeiro desenho animado,  "Bosko, The Talk-Ink Kid" em 1929, primeira animação a sincronizar movimento e fala. Bosko foi o primeiro personagem a usar a frase "Isso é tudo, pessoal", uma frase posteriormente imortalizada por Gaguinho.
Em 1976 a International Animation Society of Hollywood concedeu-lhe o Annie Award por contribuições distintas. Faleceu de câncer, em 18 de julho de 1992.